# Brunon Godlewski
Brunon Godlewski (né le 7 janvier 1924 à Chicago mort le 12 juin 1989 à Dunedin) est un aviateur polono-américain ayant participé à la Seconde Guerre mondiale.

## Biographie
Brunon Godlewski est né à Chicago dans une famille d'immigrés polonais. En 1942 il se porte volontaire pour l'Armée de l'Air polonaise. Après avoir obtenu l'autorisation des autorités américaines (Brunon était citoyen des États-Unis), il part au Canada pour gagner le Royaume-Uni. Entre mai et juillet 1942, il suit l'entraînement aérien et obtient la spécialité de mitrailleur de queue. En août il est envoyé au 18 Operational Training Unit où il rejoint l'équipage du Kazimierz Artymiuk, affectée le 1er janvier 1943 au 305 "Greater Poland" Polish Bomber Squadron.
Son premier vol opérationnel a lieu le 26 janvier au-dessus de Lorient. La nuit du 5 au 6 mars, lors de sa 9e mission de bombardement contre les usines Krupp à Essen, son Vickers Wellington est attaqué par des chasseurs de nuits allemands. Godlewski repousse efficacement leurs attaques et en même temps passe au pilote les informations nécessaires pour esquiver les assaillants. Lors de cette escarmouche il est grièvement blessé aux bras. Dès le retour à la base il est transporté d'urgence à l'hôpital de Bishop's Stortford, où il est amputé de deux bras. Le 2 avril il est décoré de l'Ordre militaire de Virtuti Militari par le général Ujejski, commandant en chef de l'Armée de l'Air polonaise.
Après sa sortie de l'hôpital, il reste en Grande-Bretagne jusqu'à la fin de 1943 et participe à des meetings avec des volontaires et des soldats. Plus tard il rentre chez ses parents à Chicago. Son histoire est médiatisée des deux côtés de l'océan. Les journalistes soulignent son dévouement pour le pays qu'il n'a jamais eu l'occasion de visiter. La communauté polonaise en Amérique organise pour lui une collecte d'argent grâce à laquelle il devient propriétaire de deux bars tenus par sa mère. Plus tard il déménage en Californie et Floride.
Brunon Godlewski s'éteint le 12 juin 1989 à Dunedin, Floride.

## Décorations
- Ordre militaire de Virtuti Militari
- Croix de la Valeur polonaise - 2 fois
- Distinguished Flying Medal
- Air Force Medal
- Distinguished Flying Cross (États-Unis)
- Purple Heart